# Mandelieu-Cannes-Ouest (tổng)
Tổng Mandelieu-Cannes-Ouest là một tổng của Pháp. Tổng này nằm ở tỉnh Alpes-Maritimes trong vùng Provence-Alpes-Côte d’Azur.

## Các đơn vị hành chính
Tổng Mandelieu-Cannes-Ouest gồm phần phía tây của thành phố Cannes, và các thành phố Mandelieu-la-Napoule, Théoule-sur-Mer.

## Lịch sử
| Ngày bầu cử | Tên                    | Đảng | Tư cách                             |
| ----------- | ---------------------- | ---- | ----------------------------------- |
|             |                        |      |                                     |
| 1979        | M. André-Charles Blanc | RPR  | Thị trưởng của Théoule-sur-Mer      |
| 1985        | M. André-Charles Blanc | RPR  | Thị trưởng của Théoule-sur-Mer      |
| 1992        | M. André-Charles Blanc | RPR  | Thị trưởng của Théoule-sur-Mer      |
| 1998        | M. André-Charles Blanc | RPR  | Thị trưởng của Théoule-sur-Mer      |
| 1999        | M. Henri Leroy         | RPR  | Thị trưởng của Mandelieu-la-Napoule |
| 2001        | M. Henri Leroy         | UMP  | Thị trưởng của Mandelieu-la-Napoule |

## Biến động dân số
| 1882                                         | 1926 | 1962 | 1968 | 1975 | 1982 | 1990 | 1999   |
|                                              |      |      |      |      |      |      | 35 996 |
| -------------------------------------------- | ---- | ---- | ---- | ---- | ---- | ---- | ------ |
| Số liệu từ năm 1990: Dân số không tính trùng |      |      |      |      |      |      |        |